# 26 septembre
Pour les articles homonymes, voir 26 septembre (homonymie).
26 août 26 octobre
Chronologies thématiques
- Croisades
- Ferroviaires
- Sports
- Disney
- Anarchisme
- Catholicisme

Abréviations / Voir aussi
- (° 1852) = né en 1852
- († 1885) = mort en 1885
- a.s. = calendrier julien
- n.s. = calendrier grégorien
- Calendrier
- Calendrier perpétuel
- Liste de calendriers
- Naissances du jour

Le 26 septembre est le 269e jour de l'année du calendrier grégorien, 270e lorsqu'elle est bissextile (il en reste ensuite 96).
C'était généralement l'équivalent du 5 vendémiaire du calendrier républicain français, officiellement dénommé jour du cheval.

## Événements

### Iersiècleav. J.-C.
- -46, 26 september en réalité le 25 juillet (et le 24 juillet pour la veille 25 septembre du calendrier romain) de l'actuel calendrier grégorien : Jules César donne l'ordre d'exécuter le chef gaulois Vercingétorix dans sa prison du Tullianum[1] (voir encore arts, religions et culture (romaines) ci-après).

### VIIIesiècle
- 715 : victoire de la Neustrie sur l'Austrasie, à la bataille de Compiègne.

### XIesiècle
- 1087 : couronnement de Guillaume II d'Angleterre.

### XIIesiècle
- 1142 : début du siège d'Oxford par Étienne de Blois contre Mathilde l'Emperesse, durant l'anarchie anglaise.

### XIIIesiècle
- 1212 : publication de la Bulle d'or de Sicile.

### XIVesiècle
- 1345 : victoire frisonne, à la bataille de Warns.
- 1350 : couronnement du roi de France Jean II le Bon en la cathédrale de Reims.
- 1371 : victoire de Lala Şâhin Paşa sur Vukašin Mrnjavčević, à la bataille de Maritsa.

### XVesiècle
- 1423 : bataille de la Brossinière (guerre de Cent Ans), victoire française sur les Anglais.

### XVIesiècle
- 1580 : Francis Drake atteint Plymouth, et accomplit ainsi sa circumnavigation de la Terre.

### XVIIesiècle
- 1687 : au cours de la guerre de Morée, lors d'une attaque des Vénitiens contre Athènes où les Ottomans ont fortifié l'Acropole, en utilisant le naos du Parthénon comme poudrière, un tir de mortier vénitien touche le bâtiment et met le feu aux poudres, qui finissent par exploser ; les dégâts sont très importants.

### XVIIIesiècle
- 1795 : combat de Schwalbach.
- 1799 : victoire de Masséna, près du lac de Zurich (guerre de la deuxième coalition).

### XIXesiècle
- 1815 : naissance de la Sainte Alliance.
- 1852 : le prince président Louis-Napoléon Bonaparte dépose la première pierre de la Cathédrale de la Major à Marseille, amorçant sa construction.

### XXesiècle
- 1907 : la Nouvelle-Zélande devient un dominion, étape symbolique dans le processus de son indépendance.
- 1918 : début de l'offensive Meuse-Argonne, pendant la Première Guerre mondiale.
- 1936 : fin du Siège de l'Alcázar de Tolède.
- 1950 : résolution n°86, du Conseil de sécurité des Nations unies, relative à l'admission de l'Indonésie comme nouveau membre.
- 1980 : attentat de l'Oktoberfest, à Munich.
- 1983 : Stanislav Petrov, officier soviétique, évite une riposte nucléaire contre les États-Unis d'Amérique.

### XXIesiècle
- 2016 : le gouvernement colombien de Juan Manuel Santos et les FARC signent un accord de paix[2].
- 2021 : en Allemagne, les élections législatives ont lieu afin de renouveler les membres du Bundestag. La chancelière sortante, Angela Merkel, ne se représente pas. Le Parti social-démocrate mené par Olaf Scholz arrive en tête[3].
- 2023 : en Espagne, l'investiture d' Alberto Núñez Feijóo comme président du gouvernement est refusée par le Congrès des députés à l'issue des élections de juillet[4].
- 2024 : 4e jours des bombardements israéliens au Liban qui font 92 morts et 153 blessés de plus[5].

## Arts, culture et religion
- -46 (26 september du calendrier romain contemporain des présents événements, donc en réalité équivalant au 25 juillet grégorien de l'année dite rétrospectivement -46) : 
  - Jules César inaugure, en procédant à leur dédicace dans le Forum de Rome au dernier des quatre jours de la célébration de son triomphe sur Pompée : un Forum Julium, une basilique Julia et un temple de Vénus Genitrix qu'il avait voué en cas de victoire à ladite déesse avant la bataille de Pharsale de 48 av. J.-C. et qui sera achevé post mortem sous Octave, reconstruit sous Trajan et restauré sous Dioclétien ;
  - la première naumachie de l'histoire romaine est organisée à l'occasion de la dédicace dudit temple de Vénus Genetrix[1] (et l'exécution de Vercingétorix ordonnée par le triomphateur comme vu précédemment).
- 1143 : élection du pape Célestin II (Guido di Città di Castello, de son vrai nom).
- 1957 : création à Broadway du spectacle musical "West Side Story" qui deviendra un film à Hollywood en 1961[6].
- 1969 : sortie au Royaume-Uni de l'album musical Abbey Road, dernier album enregistré par les Beatles réunis ensemble avec ses célèbres pochette et photographie du quatuor empruntant un passage piéton sur l'Abbey Road.

## Sciences et techniques
- 1905 : Albert Einstein publie sa théorie de la relativité restreinte.
- 2016 : la NASA confirme l’émission possible de panaches d’eau, à la surface d’Europe.
- 2022 : l'impacteur DART du programme de défense planétaire de la NASA percute avec succès l'astéroïde Dimorphos[7].

## Économie et société
- 2002 : au Sénégal, naufrage du ferry Le Joola, causant 1 863 victimes.
- 2003 : le début du coma de Vincent Humbert relance le débat sur l'euthanasie.
- 2014 : enlèvements d'Iguala, au Mexique.
- 2019 : en France, à Rouen et aux alentours, l'incendie de l'usine Lubrizol, classée à haut risque, entraîne le confinement préventif de la population[8].
- 2021 :
  - à Saint-Marin, une majorité de votants légalise l'interruption volontaire de grossesse[9].
  - en Suisse, une majorité de votants légalise le mariage entre personnes de même sexe[10].
- 2022 : en Mer Baltique, plusieurs fuites de gaz touchent les gazoducs Nord Stream 1 et 2, après des détonations à proximité[11].
- 2023 : en Irak, un incendie lors d’un mariage à Bakhdida tue plus de 110 personnes[12].

## Naissances

### XVIesiècle
- 1525 : Jacques II de Goyon de Matignon, militaire français († 27 juillet 1598).

### XVIIesiècle
- 1637 : Sébastien Leclerc, dessinateur, peintre, graveur et ingénieur militaire français († 25 octobre 1714).

### XVIIIesiècle
- 1713 : Dominique de La Rochefoucauld, prélat français († 22 septembre 1800).
- 1750 : Cuthbert Collingwood, amiral anglais († 7 mars 1810).
- 1774 : John Chapman, botaniste et pionnier américain († 18 février 1845).
- 1790 : Nassau William Senior, économiste britannique († 4 juin 1864).
- 1791 : Théodore Géricault, peintre français († 26 janvier 1824).

### XIXesiècle
- 1815 : Louis-Édouard Pie, prélat français († 18 mai 1880).
- 1838 : Toyohara Chikanobu, peintre japonais († 29 septembre 1912).
- 1840 : Louis-Olivier Taillon, 8e Premier ministre du Québec, en fonction en janvier 1887 puis de 1892 à 1896 († 25 avril 1923).
- 1841 : Eugène Pirou, photographe et cinéaste français († 30 septembre 1909).
- 1859 : Louis Majorelle, ébéniste et décorateur français († 15 janvier 1926).
- 1861 : Josep Sanyas militaire et poète français († 4 juin 1912).
- 1870 : Christian X de Danemark, roi de Danemark et d'Islande de 1912 à 1947 († 20 avril 1947).
- 1877 : Alfred Cortot, musicien français († 15 juin 1962).
- 1881 : Édouard Montpetit, économiste québécois († 27 mai 1954).
- 1884 : Forrest Smithson, athlète américain, vainqueur du 110 m. haies aux JO de 1908 († 24 novembre 1962).
- 1886 : Archibald Vivian Hill, physiologiste britannique, Prix Nobel de physiologie ou médecine en 1922 († 3 juin 1977).
- 1888 : Thomas Stearns Eliot, écrivain britannique († 4 janvier 1965).
- 1889 :
  - Martin Heidegger, philosophe allemand († 26 mai 1976).
  - Ivan Mosjoukine (Иван Ильич Мозжухин), acteur et cinéaste russe († 17 janvier 1939).
- 1891 : Charles Munch, chef d'orchestre († 6 novembre 1968).
- 1892 : Marina Tsvetaïeva, poétesse russe († 31 août 1941).
- 1893 : Georges Kiefer, alias « commandant François », résistant français, chef des Forces françaises de l'intérieur (FFI) du Bas-Rhin pendant la Seconde guerre mondiale († 10 juillet 1970).
- 1894 : Wilhelmine Moik, syndicaliste et femme politique autrichienne († 12 janvier 1970).
- 1895 : Jürgen Stroop, officier SS allemand († 6 mars 1952).
- 1897 : Paul VI, 260e pape de 1963 à 1978 († 6 août 1978).
- 1898 : 
  - Jacques Doriot, homme politique français, chef du Parti populaire français, communiste puis collaborateur († 23 février 1945).
  - George Gershwin (Jacob Gershowitz dit), compositeur américain († 11 juillet 1937).

### XXesiècle
- 1901 : George Raft, acteur américain († 24 novembre 1980).
- 1902 : 
  - Albert Anastasia (Umberto Anastasio dit), mafieux italo-américain († 25 octobre 1957).
  - Josef Vietze, peintre allemand († 24 octobre 1988).
- 1903 : Eugène Cornu, architecte naval français († 23 février 1983).
- 1905 :
  - Yvonne Levering, musicienne et artiste lyrique belge († 1er mai 2006).
  - Emilio Navarro, joueur de baseball portoricain († 30 avril 2011).
  - Hermelinda Urvina, aviatrice équatorienne († 20 septembre 2008).
- 1907 : Bep van Klaveren, boxeur néerlandais († 12 février 1992).
- 1912 : Jacqueline deWit, actrice américaine († 7 janvier 1998).
- 1913 : Frank Brimsek, hockeyeur sur glace américain († 11 novembre 1998).
- 1917 : Réal Caouette, homme politique québécois († 16 décembre 1976).
- 1919 : Matilde Camus, poétesse espagnole († 28 avril 2012).
- 1925 :
  - Normand Dussault, hockeyeur professionnel québécois d’origine américaine († 28 août 2012).
  - Marty Robbins (Martin David Robinson dit), chanteur, guitariste et compositeur américain de musique country († 8 décembre 1982).
- 1926 :
  - Trevor Allan, joueur de rugby à XV et à XIII australien († 27 janvier 2007).
  - Julie London, chanteuse américaine († 18 octobre 2000).
  - Daniel Singer, journaliste polonais († 2 décembre 2000).
- 1927 :
  - Enzo Bearzot, footballeur puis entraîneur italien († 21 décembre 2010).
  - Romano Mussolini, pianiste de jazz et peintre italien († 3 février 2006),
  - Patrick O'Neal, acteur américain († 9 septembre 1994).
  - Fritz Pilz, sculpteur autrichien († 14 janvier 2016).
- 1930 : Michele Giordano, prélat italien († 2 décembre 2010).
- 1931 : Robert Haillet, joueur de tennis français († 26 septembre 2011).
- 1932 :
  - Donna Douglas, actrice américaine († 1er janvier 2015).
  - Clifton Williams, astronaute américain († 5 octobre 1967).
- 1936 :
  - Joseph Doré, prélat français.
  - Winnie Mandela (Nomzamo Winifred Zanyiwe Winnie Madikizela-Mandela dite), femme politique sud-africaine, femme de Nelson Mandela jusqu’en 1994 († 2 avril 2018).
- 1937 : Valentin Pavlov (Валентин Сергеевич Павлов), homme politique soviétique, Premier ministre de l'Union soviétique de janvier à août 1991 († 30 mars 2003).
- 1938 : 
  - Raoul Cauvin, scénariste de bande dessinée belge († 19 août 2021).
  - Jonathan Goldsmith (en), acteur américain.
- 1939 : Maria Gommers, athlète de demi-fond néerlandais.
- 1941 : Jean-Paul Mourot, homme politique français († 23 juillet 2013).
- 1942 : 
  - Lucien Guiguet, pentathlonien français, médaillé olympique.
  - Ingrid Mickler-Becker, athlète d'épreuves combinées, de sprint et de sauts allemande.
- 1943 : Timothy Theodore « Tim » Schenken, pilote de F1 et d'endurance australien.
- 1945 :
  - Louise Beaudoin, femme politique québécoise.
  - Bryan Ferry, chanteur britannique, cofondateur du groupe Roxy Music.
- 1946 : Andrea Dworkin, écrivaine américaine, théoricienne du féminisme radical († 9 avril 2005).
- 1947 :
  - Lynn Anderson, chanteuse américaine de musique country († 30 juillet 2015).
  - Philippe Lavil (Philippe Durand de La Villejegu du Fresnay dit), chanteur français.
- 1948 :
  - Olivia Newton-John, chanteuse et actrice australo-britannique († 8 août 2022).
  - Vladimir Remek, spationaute tchèque.
- 1949 :
  - Bohuslav Matoušek, violoniste et altiste tchèque.
  - Clodoaldo Tavares de Santana, footballeur brésilien.
  - Marie Tifo, actrice québécoise.
  - Minette Walters (Minette Caroline Mary Jebb dite), romancière anglaise.
  - Ariel Zeitoun, réalisateur et producteur français.
- 1953 :
  - Patrick Kron, ingénieur et chef d'entreprise français.
  - Bill Skate, homme politique papou-néo-guinéen († 3 janvier 2006).
- 1954 : Alain Gabbay, skipper français.
- 1956 : 
  - Linda Hamilton, actrice américaine.
  - Sanou Nana Kané, femme politique malienne.
- 1957 : Klaus Augenthaler, footballeur puis entraîneur allemand.
- 1962 : Melissa Sue Anderson, actrice canado-américaine.
- 1964 : David « Dave » Martinez, joueur de baseball américain.
- 1965 : 
  - Thierry Dugeon, journaliste français.
  - Petro Porochenko (Петро Олексійович Порошенко), homme d'affaires, industriel du chocolat puis homme politique et homme d'État ukrainien, président élu de l'Ukraine entre 2014 et 2019.
  - Marcelo Ferreira, skipper brésilien, champion olympique.
- 1966 : Frankie Andreu, cycliste sur route américain.
- 1968 :
  - James « Jim » Caviezel, acteur américain.
  - Anthony Shadid, journaliste américain, correspondant de guerre († 16 février 2012).
- 1969 :
  - Joe Jacobi, canoéiste américain, champion olympique de slalom.
  - Anthony Kavanagh, humoriste canadien francophone d'origine haïtienne.
  - Julie McClemens, actrice québécoise.
  - Sébastien Ripari, expert gastronomique.
- 1972 : Patrick Johnson, athlète de sprint australien.
- 1974 : 
  - Gary Hall Jr., nageur américain, quintuple champion olympique.
  - Martin Müürsepp, basketteur estonien.
- 1975 : Toussaint Roze, fondateur et codirigeant de sites Internet de généalogie.
- 1976 : Michael Ballack, footballeur allemand.
- 1979 :
  - Christopher « Chris » Kunitz, hockeyeur professionnel canadien.
  - Vedran Zrnić, handballeur croate.
  - Jaycie Phelps, gymnaste américaine, championne olympique.
- 1980 :
  - Jane Darling, actrice tchèque.
  - Aurélien Rougerie, joueur de rugby français.
  - Daniel Sedin, hockeyeur professionnel suédois.
  - Henrik Sedin, hockeyeur professionnel suédois.
- 1981 :
  - Christina Milian, chanteuse et actrice américaine.
  - Serena Williams, joueuse de tennis américaine.
  - Alaeddine Yahia, footballeur franco-tunisien.
- 1983 :
  - Laurent Carrère, boxeur français.
  - Ricardo Quaresma, footballeur portugais.
- 1985 :
  - Valérie Bègue, Miss France 2008.
  - Cindy Fabre, Miss France 2005.
  - Lenna Kuurmaa, chanteuse estonienne.
  - Trent Meacham, basketteur américain.
  - M. Pokora (Matthieu Tota dit), chanteur et producteur français.
- 1986 : Evelina Cabrera, entraîneuse et dirigeante argentine de football.
- 1987 :
  - Cyril Gautier, cycliste sur route français.
  - Clément Lefert, nageur français.
- 1988 :
  - Rémi Bonfils, joueur de rugby français.
  - Marie-Amélie Le Fur, athlète handisport française.
- 1989 :
  - Jonny Bairstow (Jonathan Marc Bairstow dit), joueur de cricket anglais.
  - Nicolas Bézy, joueur de rugby français.
- 1990 : Michael Matthews, cycliste sur route australien.
- 1991 : Kim Jin-woo, chanteur, danseur et acteur sud-coréen  du groupe Winner.
- 1992 : Vincent Limare, judoka français.
- 1993 : Michael Kidd-Gilchrist, basketteur américain.
- 1995 : Henri PFR (Henri Peiffer dit), DJ belge.

## Mariage
- 1932 à Norrent-Fontes (département hauts-de-français du Pas-de-Calais) entre :
  - Antoinette, Marie, Blanche, Fournier et
  - Henri Fréville (1905-1987), professeur d'histoire, résistant, homme politique et écrivain français, député puis sénateur d'Ille-et-Vilaine, maire de Rennes pendant près de 25 ans de 1953 à 1977.

## Décès

### XIVesiècle
- 1345 : Guillaume IV de Hollande, mort à la bataille de Warns supra.
- 1396 : Jean de Vienne, militaire français (° v. 1341).

### XVesiècle
- 1454 : Pier Luigi de Borgia, noble italien, capitaine général de l'Église (° 1432).

### XVIesiècle
- 1508 : Giovanni Colonna, cardinal italien (° 1456).

### XVIIesiècle
- 1620 : Taichang / 泰昌 (Zhu Changluo / 朱常洛 dit), 14e empereur chinois ming en 1620 (° 28 août 1582).

### XVIIIesiècle
- 1793 : Pierre Bulliard, botaniste français (° 24 novembre 1742).

### XIXesiècle
- 1820 : Daniel Boone, explorateur et colonisateur américain (° 2 novembre 1734).
- 1825 : Guillaume André René Baston, prélat français (° 29 novembre 1741).
- 1833 : Auguste Marie Raymond d'Arenberg, diplomate et député aux États généraux de 1789 (° 30 août 1753).
- 1886 : Hippolyte Castille, journaliste et écrivain français (° 8 novembre 1820).

### XXesiècle
- 1902 : Levi Strauss (Loeb Strauss dit), homme d'affaires américain, fondateur de Levi Strauss & Co. (° 26 février 1829).
- 1905 : Jeanne Proust, mère de Marcel Proust (° 21 avril 1849).
- 1906 : Paul Splingaerd, mandarin chinois de la dynastie Qing (° 12 avril 1842).
- 1914 : August Macke, peintre expressionniste allemand (° 3 janvier 1887).
- 1937 : Bessie Smith, chanteuse américaine (° 15 avril 1894).
- 1945 :
  - Béla Bartók, compositeur hongrois (° 25 mars 1881).
  - Kiyoshi Miki (三木 清), philosophe japonais (° 5 janvier 1897).
- 1946 : Mária Basilides, cantatrice hongroise (° 11 novembre 1886).
- 1947 : Hugh Lofting, écrivain britannique (° 14 janvier 1886).
- 1965 : George Mathers, homme politique britannique (° 28 février 1886).
- 1968 : Daniel Johnson, homme politique et avocat canadien, 20e premier ministre du Québec, en fonction de 1966 à 1968 (° 9 avril 1915).
- 1973 : 
  - Valéry Inkijinoff, acteur français (° 25 mars 1895).
  - Anna Magnani, actrice italienne (° 7 mars 1908).
  - José Torvay, acteur américain (° 28 janvier 1909).
- 1979 : 
  - Philippe Erulin, officier supérieur de l'Armée française (° 5 juillet 1932).
  - Alexandra Tolstoï, noble russe (° 18 juillet 1884).
- 1982 : Valerie Bettis, danseuse, chorégraphe et actrice américaine (° 22 décembre 1919).
- 1983 : Tino Rossi (Constantin Rossi dit), chanteur français (° 29 avril 1907).
- 1984 : Paquirri (Francisco Rivera Pérez dit), matador espagnol (° 5 mars 1948).
- 1990 : 
  - Aristide Caillaud, peintre français (° 28 janvier 1901).
  - Alberto Moravia (Alberto Pincherle dit), romancier italien (° 28 novembre 1907).
- 1991 : Jean Lajeunesse, acteur québécois (° 17 juillet 1921).
- 1993 : Nina Berberova (Ни́на Никола́евна Бербе́рова), romancière russe (° 8 août 1901).
- 1998 : Betty Carter (Lillie Mae Jones dite), chanteuse de jazz américaine (° 16 mai 1929).
- 2000 :
  - Nick Fatool, musicien américain (° 2 janvier 1915).
  - Paul-Joseph-Marie Gouyon, prélat français (° 24 octobre 1910).
  - Baden Powell (Roberto Baden Powell de Aquino dit), musicien brésilien (° 6 août 1937).

### XXIesiècle
- 2003 :
  - Shawn Lane, musicien américain (° 21 mars 1963).
  - Robert Palmer, chanteur britannique (° 19 janvier 1949).
  - Jean-Pierre Ronfard, metteur en scène et comédien canadien (° 14 janvier 1929).
- 2006 : Byron Nelson, golfeur américain (° 4 février 1912).
- 2007 : 
  - Joaquim Magalhães Mota, homme politique et avocat portugais, fondateur du Parti social-démocrate (° 17 novembre 1935).
  - William Wadsworth « Bill » Wirtz, dirigeant américain de hockey sur glace (° 5 octobre 1929).
- 2008 : Paul Newman, acteur et cinéaste américain (° 26 janvier 1925).
- 2010 : 
  - Terry Newton, joueur de rugby à XIII anglais (° 7 novembre 1978).
  - Michel Odasso, footballeur français (° 21 octobre 1947).
  - Gloria Stuart, actrice américaine (° 4 juillet 1910).
- 2011 : Robert Haillet, joueur de tennis français (° 26 septembre 1931).
- 2012 :
  - John Bond, footballeur puis entraîneur anglais (° 17 décembre 1932).
  - Johnny Lewis, acteur américain (° 29 octobre 1983).
- 2013 : 
  - Denis Brodeur, hockeyeur sur glace puis photographe de sport canadien (° 12 octobre 1930).
  - François Perin, homme politique belge (° 31 janvier 1921).
  - Aldo Reggiani, acteur italien (° 19 décembre 1946).
  - Sos Sargsyan, acteur soviétique et arménien (° 24 octobre 1929)
- 2016 :
  - Mark Dvoretski (Марк Израилевич Дворецкий), joueur d'échecs russe (° 9 décembre 1947).
  - Herschell Gordon Lewis, réalisateur, scénariste, directeur de la photographie, acteur et compositeur américain (° 15 juin 1929).
- 2019 : 
  - Plato Cacheris, avocat américain (° 22 mai 1929).
  - Jacques Chirac, homme politique et homme d’État français, ancien président de la République française  de 1995 à 2007, deux fois Premier ministre ; ancien maire de Paris  de 1977 à 1995 ; plusieurs fois ministre et député ; membre du Conseil constitutionnel, plusieurs fois candidat à la Présidence de la Vè République (° 29 novembre 1932).
  - Lucien Couqueberg, médecin et homme politique français (° 25 mars 1926).
  - William Joseph Levada, cardinal américain (° 15 juin 1936).
  - Guennadi Manakov, cosmonaute soviétique puis russe (° 1er juin 1950).
  - Nick Polano, hockeyeur sur glace puis entraîneur canadien (° 25 mars 1941).
- 2020 : Denis Tillinac, écrivain, éditeur et journaliste français (° 26 mai 1947).
- 2021 : 
  - José Freire Falcão, cardinal brésilien, archevêque émérite de Brasilia (° 23 octobre 1925).
  - Sergueï Gerasimets,
  - Edward Keating,
  - Alan Lancaster.
  - Jean-Pierre Pénicaut.
- 2022 : 
  - Lilo, chanteuse et actrice française (° 2 mars 1921).
  - Hilaree Nelson, skieuse-alpiniste américaine (° 13 décembre 1972).
  - Ronney Pettersson, footballeur international suédois (° 26 avril 1940).
  - Michel Pinçon, sociologue français (° 18 mai 1942).
  - Youssef al-Qaradâwî, Mark Souder, Patrick Van Kets.
- 2023 :
  - Raynald Blais, homme politique canadien (° 5 janvier 1954).
  - Teri Hope, mannequin et actrice américaine (° 19 février 1938).
  - Hisae Mitsuishi, femme politique japonaise (° 21 septembre 1927).
  - Brooks Robinson, joueur de baseball américain (° 18 mai 1937).
- 2024 :
  - Sören Börjesson, footballeur international suédois (° 14 mars 1956).
  - Vazquez de Sola, dessinateur espagnol (° 25 juillet 1927).
  - Joe Wolf, basketteur américain (° 17 décembre 1964).

## Célébrations
- Journée internationale pour l’élimination totale des armes nucléaires[13]
- La journée mondiale de la contraception
- Union européenne : journée européenne des langues.

### Saints des Églises chrétiennes

#### Saints catholiques et orthodoxes
Saints du jour, :
- Amant († vers 600) - ou « Amance » ou « Amantius » -, prêtre et saint patron de Città di Castello en Ombrie.
- Céran (VIIe siècle), évêque de Paris, l'un des soixante-dix-huit évêques francs qui prirent part au concile de Paris, en 614.
- Côme et Damien († vers 287 ou 303), martyrs, saints patrons des chirurgiens et pharmaciens (et non pas des médecins comme Saint Luc des 18 octobre ; voir aussi Saint Pierre-Damien les 21 février).
- Étienne de Rossano († 1001), moine à Gaëte dans le Latium, compagnon de saint Nil le Jeune.
- Eusèbe de Bologne († vers 400), évêque de Bologne, ami de saint Ambroise de Milan, qui lutta contre l'arianisme.
- Nil de Rossano († 1005), moine.
- Sénateur († ?), martyr.

#### Saints et bienheureux catholiques
Saints et béatifiés du jour :
- Agathe Chon Kyong-hyob († 1839), laïque coréenne, martyre, sainte.
- Antoine Daniel († 1648), jésuite martyr au Canada.
- Catherine Yi († 1839), laïque coréenne, martyre, sainte.
- Charles Garnier († 1649), jésuite martyr au Canada.
- Colombe Kim Hyo-im († 1839), laïque chrétienne coréenne, martyre, sainte.
- Crescence Valls Espi († 1936), vierge consacrée espagnole, bienheureuse, martyre lors de la guerre civile espagnole.
- Emmanuel Legua Marti († 1936), prêtre espagnol, martyr lors de la guerre civile espagnole.
- Gabriel Lalemant († 1649), jésuite martyr au Canada.
- Gaspar Stanggasinger († 1899), bienheureux, prêtre de la Congrégation du Très Saint Rédempteur (rédemptoristes).
- Jean de Brébeuf († 1649), jésuite martyr au Canada.
- Jean de la Lande († 1649), jésuite martyr au Canada.
- Joseph Vidal Segu († 1936), prêtre espagnol, bienheureux, martyr lors de la guerre civile espagnole.
- Josèphe Romero Clariana († 1936), vierge consacrée espagnole, martyre lors de la guerre civile espagnole.
- Jules Esteve Flors († 1936), prêtre espagnol, bienheureux, martyr lors de la guerre civile espagnole.
- Juliette Kim († 1839), laïque coréenne, martyre, sainte.
- Louis Tezza († 1923), bienheureux, prêtre religieux camillien, et fondateur de la Congrégation des Filles de Saint-Camille.
- Lucie de Caltagirone († vers 1400), religieuse clarisse du Tiers-Ordre régulier de Saint-François, à Salerne, en Campanie, Italie.
- Lucie Kim († 1839), laïque coréenne, martyre, sainte.
- Madeleine Cho († 1839), laïque coréenne, martyre, sainte.
- Madeleine Pak Pong-son († 1839), martyre coréenne, sainte.
- Meginhard († 1059), Abbé.
- Marie de l'Oubli Noguera Albelda († 1936), vierge consacrée espagnole, bienheureuse, martyre lors de la guerre civile espagnole.
- Marie Jorda Botella († 1936), vierge consacrée espagnole, bienheureuse, martyre lors de la guerre civile espagnole.
- Noël Chabanel († 1649), jésuite martyr au Canada.
- Perpétue Hong Kum-ju († 1839), martyre coréenne, sainte.
- Raphaël Pardo Molina († 1936), prêtre espagnol, bienheureux, martyr lors de la guerre civile espagnole.
- Thérèse Couderc (+ 1885), religieuse française co-fondatrice des Sœurs de Notre-Dame du Cénacle[16].
- Thérèse Rosar Balash († 1936), vierge consacrée espagnole, bienheureuse, martyre lors de la guerre civile espagnole.

### Prénoms du jour
Bonne fête aux :   
- Côme et ses variantes : Cosimo, Cosma, Cosme, Cosmin et Cosmo ; la forme féminine : Cosima (voir les Pacôme les 9 mai) ;
- aux Damien et ses variantes : Damian, Damiano, Damiens, Damon ; leurs formes féminines : Damia, Damiana, Damiène, Damienne et Damya (voire les 21 février aux Pierre-Damien).

Et aussi aux :
- Charles (au Canada) et ses variants : Carlo, Carlos, Charlène, Charley, Charlez, Charlie, Charline, Charlot, Charly, Karl, Karol, etc. (voir les 4 novembre ou 17 juillet).
- Aux Eusèbe, Eusebius, Eusébius, Euzebios, Euzébios (et les 14 et 17 août).
- Aux Justina.

## Traditions et superstitions

### Dicton du jour
- « À la saint-Côme et saint-Damien, on trouve des noix plein les chemins. »[17]
- « Priez Saint Côme et Saint Damien, vous vous porterez toujours bien ! »[18]

### Astrologie
- Signe du zodiaque : quatrième jour du signe astrologique de la Balance.

## Toponymie
- Plusieurs voies, places, sites ou édifices de pays ou provinces francophones contiennent la date du jour dans leur nom sous diverses graphies possibles : voir Vingt-Six-Septembre.